# Thalassodes minor
Thalassodes minor là một loài bướm đêm trong họ Geometridae.